# Martin Kuba

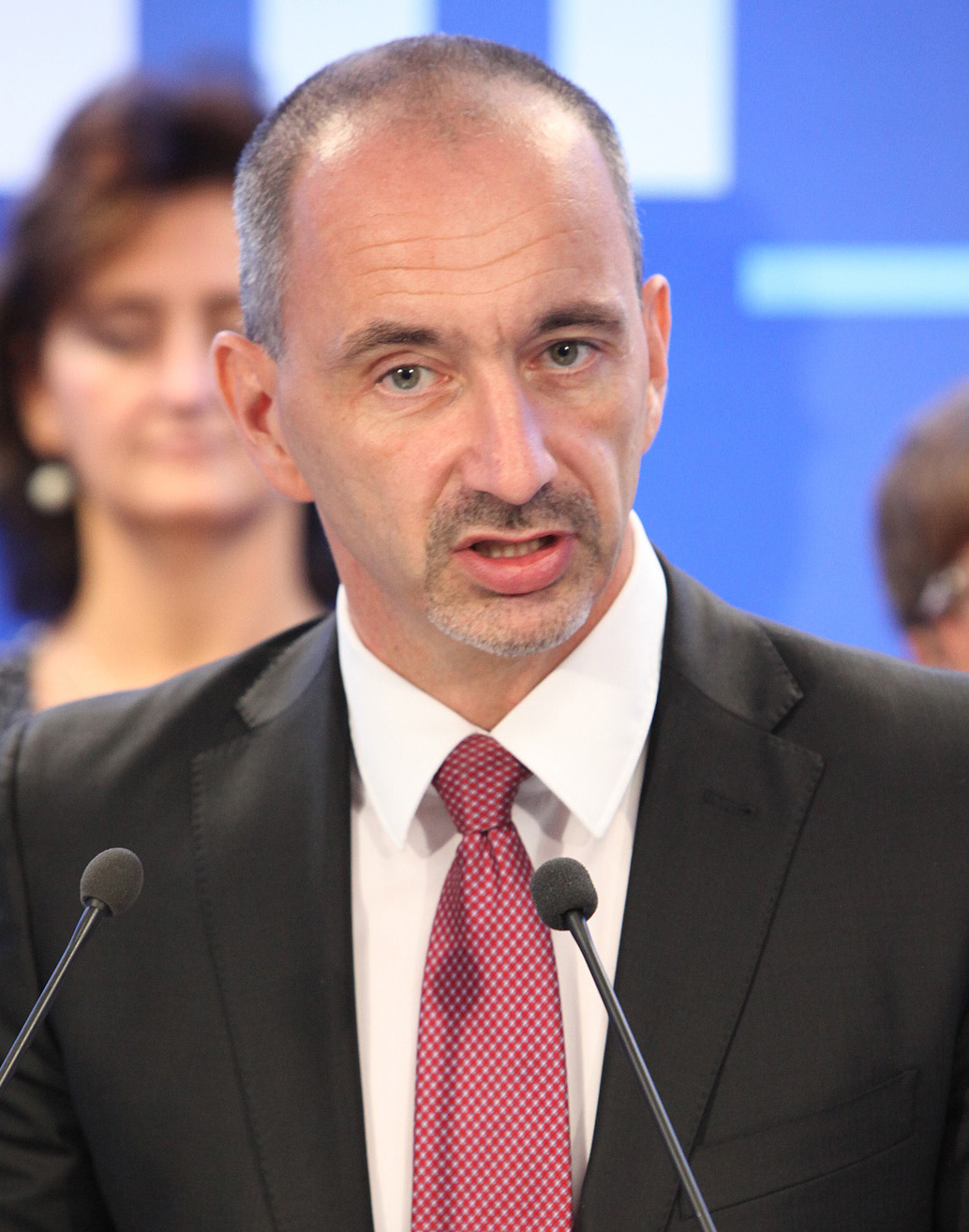
Martin Kuba (2013)

Martin Kuba (* 9. April 1973 in České Budějovice) ist ein tschechischer Politiker und vom 17. Juni 2013 bis zum 18. Januar 2014 kommissarischer Vorsitzender seiner Partei ODS. Zuvor hatte er der Regierung Petr Nečas als Wirtschaftsminister angehört.

## Werdegang
Kuba studierte nach dem Abitur Medizin an der Karls-Universität Prag, wo er 2002 auch promoviert wurde. Anschließend arbeitete er als Arzt in seiner Geburtsstadt České Budějovice (Budweis). 2003 trat er in die ODS ein und wurde 2006 in die Stadtverordnetenversammlung und in den Magistrat der Stadt České Budějovice gewählt. 2008 wurde er in das Parlament der Region Südböhmen (Jihočeský kraj) gewählt, wo er im Rahmen einer Koalition zwischen der stimmenstärkeren ČSSD und ODS in den Regionsrat und zum ersten Stellvertreter des Landeshauptmannes (Hejtman) gewählt wurde.
2010 kandidierte Kuba erfolglos für die Funktion des stellvertretenden Parteivorsitzenden der ODS. Am 16. November 2011 berief ihn der tschechische Staatspräsident Václav Klaus auf Vorschlag des Ministerpräsidenten Petr Nečas als Minister für Industrie und Handel in seine Regierung, er wurde Nachfolger seines wegen Korruptionsvorwürfen zurückgetretenen Parteikollegen Martin Kocourek.
Im November 2012 löste er Miroslava Němcová als erste stellvertretende Parteivorsitzende ab. Nach dem Rücktritt von Ministerpräsident Petr Nečas von allen Ämtern am 17. Juni 2013 übernahm Kuba kommissarisch die Leitung der Partei.
Seit November 2020 ist Kuba Kreishauptmann der Region Südböhmen.